# Ālālān-e Jadīd
Ālālān-e Jadīd (persiska: آلالان جدید) är en ort i Iran.   Den ligger i provinsen Gilan, i den nordvästra delen av landet, 300 km nordväst om huvudstaden Teheran. Antalet invånare är 235.
Terrängen runt Ālālān-e Jadīd är platt åt nordost, men åt sydväst är den kuperad.  Närmaste större samhälle är Hashtpar, 12,5 km nordväst om Ālālān-e Jadīd. I omgivningarna runt Ālālān-e Jadīd växer i huvudsak blandskog.